# Юлии Цезари
Юлии Цезари (на латински: Julii Caesares) е клон на фамилията Юлии през Римската република преди да се образува Юлиево-Клавдиева династия.
- Луций Юлий Либон I
- Луций Юлий Либон II Млади
- Нумерий Юлий Цезар
- Луций Юлий Цезар I
- Секст Юлий Цезар I
- Секст Юлий Цезар Постум II
- Луций Юлий Цезар II
- Гай Юлий Цезар Страбон Вописк
- Луций Юлий Цезар III
- Луций Юлий Цезар IV
- Луций Юлий Цезар V
- Гай Юлий Цезар I
- Гай Юлий Цезар II
- Секст Юлий Цезар III
- Секст Юлий Цезар IV
- Гай Юлий Цезар III
- Гай Юлий Цезар IV (диктатор)

## Чрез осиновяване
- Август (Гай Юлий Цезар Октавиан)
- Гай Юлий Цезар (Гай Цезар)
- Луций Юлий Цезар (Луций Цезар)
- Тиберий (Тиберий Цезар Август)
- Друз Младши (Юлий Цезар Друз)
- Германик (Германик Юлий Цезар)
- Калигула (Гай Юлий Цезар Германик)